# Moord op James Bulger
De moord op James Bulger (geboren 12 maart 1990) was een zeer spraakmakende gebeurtenis in Liverpool, Engeland, op 12 februari 1993, waarbij twee jongens van tien jaar de tweejarige peuter James Bulger ontvoerden in een winkelcentrum, waarna ze hem bij een spoorbaan martelden en voor dood achterlieten. De zaak bracht zeer veel maatschappelijke verontwaardiging teweeg, zowel in het Verenigd Koninkrijk als daarbuiten.

## Gebeurtenissen
Op 12 februari 1993 besloten de toen tienjarige jongens Jon Venables en Robert Thompson een dag te spijbelen en brachten hun dag door in het New Strand Shopping Centre, het winkelcentrum van Bootle (Merseyside). Om omstreeks 15.40 uur troffen ze buiten een van de winkels de tweejarige James Patrick Bulger aan, die ze wisten mee te lokken terwijl zijn moeder nog binnen bij de slager was. Ze had James alvast naar buiten gestuurd maar was afgeleid omdat de slager haar bestellingen had verwisseld. Iets eerder hadden ze al geprobeerd om een ander kind mee te lokken en onder een auto te duwen, maar dit was mislukt. Op beelden die een beveiligingscamera in het winkelcentrum die dag om 15.42 uur maakte, is te zien hoe de twee jongens samen met de peuter het winkelcentrum uitlopen. James loopt hier aan de hand van Venables, terwijl Thompson een eindje voor hen uit loopt.
Vlak buiten het winkelcentrum brachten Venables en Thompson James bij een kanaaloever en wilden hem daar het water induwen. Toen James niet te dicht bij de rand wilde komen, pakten ze hem op en lieten ze hem op zijn hoofd vallen, waardoor James begon te huilen. Venables en Thompson wilden aanvankelijk wegrennen, maar toen een vrouw zich over James wilde ontfermen keerden ze om en overtuigden haar dat hij bij hen hoorde. De vrouw liet zich overtuigen toen James vrijwillig met de jongens meeliep. De bult op James' hoofd werd met zijn capuchon bedekt en ze liepen verder.
Ze liepen vervolgens vier kilometer met hem. Onderweg stopten ze soms om het jongetje te stompen en te schoppen. Tijdens die 4 km hebben 38 getuigen (later werden deze getuigen bekend als de 'Liverpool 38') hen zien lopen door de straten. Enkelen van hen bemoeiden zich ermee, maar de twee jongens wisten hun wijs te maken dat James hun broertje was of een verdwaald kind dat ze wilden terugbrengen. Hoewel James herhaaldelijk huilend om zijn moeder vroeg en meerdere getuigen hebben verklaard dat hij zichtbare verwondingen op zijn gezicht had, deed niemand van de omstanders iets.
Aan het einde van de 'wandeling' (rond 17.30 uur) stopten Jon en Robert bij een spoorbaan in de buurt van het verlaten treinstation Walton & Anfield en de begraafplaats Anfield. Hier begonnen ze James zwaar te mishandelen, vermoedelijk met voorwerpen die ze eerder die dag hadden gestolen. Venables of Thompson gooide eerst verf in James' ogen, waarna ze de tweejarige James hard in het gezicht schopten (op de wang van James bleek een afdruk van de veter-ringetjes van de schoenen van Thompson te staan), bakstenen tegen zijn hoofd gooiden en een 10 kg zware ijzeren staaf op zijn hoofd lieten vallen. Bij James werden bij onderzoek tien schedelfracturen geconstateerd. Ook duwden ze de jongen batterijen in zijn mond. Toen het jongetje na deze martelingen buiten bewustzijn op de grond lag, trokken Thompson en Venables zijn schoenen, sokken, broek en onderbroek uit en trokken zijn voorhuid terug. Daarna lieten ze James achter op de spoorrails, nadat ze eerst zijn bovenlichaam met puin hadden bedekt. Ze hoopten dat een trein hem zou overrijden, waardoor het geheel op een ongeluk zou lijken. De patholoog heeft na onderzoek verklaard dat het jongetje na de martelingen en het neerleggen op de rails nog even heeft geleefd, maar voor hoelang is onduidelijk.
Diezelfde vrijdag werd de verdwijning van de peuter landelijk nieuws en werd er opgeroepen om alle mogelijke informatie te melden bij de politie in Liverpool. Er waren tips dat James was gezien bij het Leeds and Liverpool Canal en er zou de volgende dag een duikersploeg gaan zoeken. Die avond werd de politie ook benaderd door een van de winkeliers, die aangaf te beschikken over een beveiligingscamera en dat wellicht er beelden zouden zijn van James. Die dag waren er namelijk al meldingen geweest dat een onbekende volwassen man diverse kinderen had aangesproken. Uit de camerabeelden werd echter al heel snel duidelijk dat James met twee jonge kinderen was meegelopen. De beelden waren echter te onduidelijk om een goede beschrijving te maken van beide kinderen. Deze jongens werden rond de leeftijd van 13-16 geschat. De zoektocht werd op zaterdag voortgezet en was met name nu ook gericht op de twee kinderen die op de camerabeelden te zien waren.
Twee dagen na de verdwijning (zondag 14 februari) werd James' dode en zwaar verminkte lichaam gevonden door jongens die bij het spoor op zoek gingen naar voetballen. Hij was al overleden voordat zijn lichaam door een trein doormidden werd gekliefd. Mogelijk zijn de schedelfracturen als gevolg van het gooien met de bakstenen en het laten vallen van de ijzeren staaf de rechtstreekse oorzaak van James' dood geweest, maar de peuter had zoveel verwondingen (22 aan zijn hoofd en 20 op het bovenlichaam) dat men dit nooit met zekerheid heeft kunnen vaststellen. De verwondingen op James' hoofd en lichaam waren zo ernstig dat de noodzakelijke identificatie op aanraden van de politie niet door de ouders, maar door de oom van James (Jimmy Bulger) werd gedaan. Ook werd besloten om tijdens de begrafenis een geheel afgesloten kist te gebruiken, in plaats van de gebruikelijke halfopen kist.

## De zoektocht naar de ontvoerders en moordenaars
Hoewel men over beelden beschikte waarop was te zien hoe James werd meegenomen door twee oudere kinderen, werd niet verwacht dat zij te maken hadden met de uiteindelijke mishandeling en moord op James. Toen op andere camerabeelden te zien was dat een kleine anderhalve kilometer van de plaats delict de jongens nog steeds met James tussen hen in door Liverpool liepen, werd steeds duidelijker voor de politie dat deze kinderen waarschijnlijk ook de moordenaars van James waren. Daarnaast waren er getuigen die na een oproep van politie en ouders op de landelijke televisie hadden gemeld de drie kinderen gezien te hebben en werd duidelijk dat deze jonge kinderen meer moesten weten over de laatste uren van James Bulger. Er werd een zoektocht naar deze kinderen opgezet, echter zonder direct resultaat. 
Er volgden enkele verhoren met mogelijke verdachten (kinderen in de leeftijd van 10-16 jaar). Een jongen van 12 uit Kirkdale werd gearresteerd, maar snel daarna weer vrijgelaten. De gouden tip kwam uiteindelijk van een vrouw die een van de jongens op de camerabeelden herkende als Jon Venables. Van Venables wist ze dat hij op de dag van de verdwijning van James had gespijbeld van school.

## Onderzoek en veroordeling
Al snel werden Venables en Thompson door de politie bij hun families opgehaald voor ondervraging. Het bleken beiden probleemkinderen die in een arme arbeiderswijk van Liverpool woonden. Ze kregen niet veel aandacht van hun ouders, die gescheiden waren en het merendeel van hun tijd in het café doorbrachten. De twee jongens hielden zich bezig met onder meer andere kinderen pesten en duiven vangen die ze vervolgens de veren uittrokken. Ook waren ze vaker niet dan wel aanwezig in de lessen.
Ze werden als gevolg van DNA-sporen en de blauwe verf en bloed op hun kleding en schoenen al snel als verdachten aangemerkt. In eerste instantie kon men niet geloven dat deze twee kinderen van 10 jaar de gruwelijke moord op hun geweten konden hebben, temeer omdat Thompson samen met vrienden nog een roos was gaan leggen op de plek van de moord, nadat deze was veranderd in een bloemenzee ter nagedachtenis aan James. 
Op 20 februari werd de twee jongens door de Jeugdrechtbank de moord officieel ten laste gelegd en twee dagen later moesten ze voor de Magistrate's Court in Sefton verschijnen. Om de woedende menigte buiten af te leiden verliet aan het eind van die dag een lege arrestatiewagen het pand, terwijl Venables en Thompson ongemerkt in gewone auto's werden afgevoerd. Na hun arrestatie werden ze vastgezet in twee verschillende jeugdgevangenissen. Aanvankelijk ontkenden ze ook maar iets van de moord af te weten, later gaven ze elkaar de schuld. Venables ontkende in eerste instantie en werd zeer emotioneel. Pas toen zijn moeder aangaf dat ze van hem zou blijven houden ongeacht wat hij gedaan zou hebben, gaf Venables tijdens een onderbreking van de verhoren vanuit het niets toe James te hebben vermoord, maar hij schoof de schuld grotendeels af op Thompson. Thompson daarentegen bleek niet coöperatief tijdens de verhoren en leek de verhoren te zien als een competitie tegen de politie (Thompson zou ook pas jaren later zijn verantwoordelijkheid nemen voor het misdrijf). Op suggesties wat er gebeurd zou kunnen zijn door de politie reageerde hij vaak met "Dat zijn jouw woorden. Ik was erbij en jij niet". Ook hij legde in veel gevallen van zijn kant de schuld bij Venables neer, zijn eigen rol in de gebeurtenissen zodoende bagatelliserend. De verhoren met de jongens duurden in totaal 20 uur. Uiteindelijk kreeg de politie op basis van getuigenverklaringen en de verklaringen van beide jongens goed inzicht in wat er precies had plaatsgevonden, al is over de marteling en de uiteindelijke moord tot op heden niet alles bekend geworden en/of vrijgegeven. Daarnaast was er voldoende forensisch bewijs dat onomstotelijk bewees dat Thompson en Venables een cruciale rol hebben gespeeld in de moord op James Bulger.
Gedurende hun hele proces stonden ze in de media enkel bekend als "kind A" en "kind B". Hun echte namen werden omwille van hun eigen veiligheid pas na hun veroordeling bekendgemaakt. Aan het begin van het proces verzamelden vijfhonderd woedende demonstranten zich rondom het gerechtshof in Sefton. Cruciaal in deze rechtszaak was, gezien de jonge leeftijden van Venables en Thompson, aan te tonen dat beiden goed wisten en begrepen wat het verschil is tussen goed en fout en tussen waarheid en leugen. Door verschillende jeugdpsychologen werd bevestigd dat zowel Thompson als Venables dit onderscheid goed konden maken.
Tijdens de rechtszaak spraken Venables en Thompson niet zelf, maar werden er gedeeltes van de opgenomen verhoren afgespeeld. Ook werd, vanwege de leeftijd van de verdachten, hetgeen er in de rechtszaal besproken werd door een docent 'vertaald' naar voor tienjarigen begrijpelijke taal. De bewijzen tegen Jon Venables en Robert Thompson bestonden onder meer uit de Fishplate van 10 kg, 27 bakstenen, een steen waar bloed op zat en ondergoed van James Bulger. De patholoog had 33 minuten nodig om alle verwondingen die James heeft opgelopen tijdens zijn marteling te beschrijven, waarbij de verwondingen op zijn benen zijn toegebracht nadat Venables en Thompson zijn kleren vanaf zijn middel hadden uitgetrokken. De hersenbeschadiging die James had opgelopen bleek enorm. Laurence Lee, die tijdens het proces de advocaat was van Venables, verklaarde later in een interview dat hij nooit een kouder en gevoellozer kind dan Thompson had gezien. Volgens Lee was van de twee Thompson ook degene die het initiatief tot de moord had genomen.
Op 24 november 1994 werden Venables en Thompson door het gerechtshof van Preston formeel veroordeeld tot levenslange gevangenisstraf. Ondanks hun jeugdige leeftijd – inmiddels waren ze 11 jaar oud – waren ze volgens het volwassenenstrafrecht berecht. Ze werden hiermee de jongste veroordeelde moordenaars van de 20e eeuw. In de praktijk zou het neerkomen op een gevangenisstraf van minimaal 8 jaar. Deze straf werd in eerste instantie verhoogd naar 15 jaar, maar na een succesvol beroep bij het Europees Hof voor de Rechten van de Mens alsnog teruggebracht naar 8 jaar. Het Hof oordeelde dat ze niet als volwassenen berecht hadden mogen worden.
De daders zaten hun straf uit in verschillende jeugdgevangenissen. Ze maakten er hun school af en leken zich na enige moeilijkheden redelijk te ontwikkelen. Na acht jaar werden ze, inmiddels 18 jaar oud, midden 2001 vrijgelaten. Ze namen samen met hun familie een nieuwe identiteit aan. Hun verblijfplaats werd geheimgehouden. Een tijdlang ging het gerucht dat ze naar Australië zouden zijn geëmigreerd, maar dit werd in augustus 2009 volgens plaatselijke media door de Australische regering ontkend.

## Motief
Hoe en waarom Jon Venables en Robert Thompson uiteindelijk zijn gekomen tot het ontvoeren, martelen en vermoorden van James Bulger is nooit duidelijk geworden of openbaar gemaakt. Hoewel er wel geruchten rondgaan over eventueel seksuele motieven, is dit nooit officieel bevestigd en Venables noch Thompson wilde hierover tijdens de verhoren iets vertellen. Ze werden wel buitengewoon emotioneel wanneer dit ter sprake kwam. 
Mogelijke oorzaken werden gezocht bij video nasties waar de jongens eerder naar zouden hebben gekeken, met name de horrorfilm Child's Play 3 die een scène bevat waarin een slachtoffer met blauwe verf wordt bespoten. Later is gebleken dat Thompson noch Venables deze film voorafgaand aan de moord gezien had; Thompsons vader had de film wel gehuurd, maar Robert heeft deze niet gezien. Anderzijds bleek dat Venables enkele weken ervoor wel naar de horrorfilm Halloween had gekeken. Daarvan had hij een tekening gemaakt waarop een moordende vrouw te zien is.
Ook is nooit duidelijk geworden wanneer op die dag de jongens besloten hebben om James, nadat ze hem ontvoerd hadden, te martelen en te vermoorden en wiens idee het uiteindelijk was. De algemene aanname is dat ze uit verveling handelden en dus niet echt een duidelijk motief hadden.

## Nasleep
Toen de zaak bekend werd, was heel het Verenigd Koninkrijk in shock. Ook was er grote angst voor moreel verval. De zaak kreeg wereldwijde persaandacht en werd in eigen land vergeleken met de zaak van Mary Bell.
Veel mensen tekenden petities voor strenge straffen voor de twee jonge moordenaars, andere mensen bespoten de huizen van de jongens met graffiti. Nu nog steeds lopen er petities en zetten sommige websites aan om de twee daders op te sporen en hen te vermoorden. Op 5 augustus 2012 pleegde een Engelsman, Scott Bradley, zelfmoord vanwege de voortdurende pesterijen van buurtgenoten omdat men dacht dat hij in werkelijkheid Thompson was.
In 2007 werd bekendgemaakt dat het Britse ministerie van Binnenlandse Zaken 13.000 pond aan belastinggeld had uitgegeven om te voorkomen dat een Amerikaans tijdschrift de nieuwe identiteiten van Venables en Thompson zou onthullen.

### Onbedoeld gebruik beeldmateriaal
In juni 2007 werd een Amerikaans computerspel, Law & Order: Double or Nothing, uit de Britse handel genomen nadat was gebleken dat het spel het door de bewakingscamera vastgelegde moment waarop James Bulger met zijn ontvoerders meeloopt, bevatte. De speler werd bij het zien van dit beeld gevraagd de ontvoering op te lossen. Legacy Interactive, dat het spel had ontwikkeld, verklaarde dat deze pijnlijke vergissing was ontstaan doordat de moord in de Verenigde Staten minder publiciteit had gekregen dan in Europa.
In augustus 2009 gebruikte Seven Network eveneens echte beelden van de ontvoering om reclame te maken voor de politie-dramaserie City Homicide. Na kritiek van James' moeder bood de zender hiervoor excuses aan.

### Maatschappelijke initiatieven
Op 16 maart 2011, de dag waarop James 21 zou zijn geworden, werd door de moeder van James de 'The James Bulger Memorial Trust' opgericht, een organisatie die zich als doel heeft gesteld om jonge mensen die slachtoffer zijn geworden van pesten, misdaad en haat, te ondersteunen.
In februari 2013 verscheen het boek My James van Ralph Bulger, die hierin vertelt over het korte leven van zijn zoontje, zijn ervaringen van de tragische gebeurtenissen van 12 tot en met 14 februari 1993, de rechtszaak en de nasleep tot en met 2012. In het boek komen nog niet eerder bekende zaken aan het licht, zoals dat er tijdens de rechtszaak niet alle details van de marteling genoemd zijn, omdat deze geen toegevoegde waarde zouden hebben aan de uiteindelijke aanklacht en bovendien als 'te gruwelijk' voor het publiek werden beschouwd. Volgens Bulger is James gedwongen om de resterende verf uit het blikje op te drinken nadat het in zijn ogen was gegooid en zijn er wondjes gevonden in het rectum, die wijzen op seksuele mishandeling. Ook schrijft hij last te hebben gehad van nachtmerries en dat een ervan is uitgekomen, namelijk dat Venables en Thompson het graf van James hebben bezocht (dit was onderdeel van hun rehabilitatieprogramma). Verder vertelde Bulger dat hij op sommige dagen twee flessen whisky leegdronk en 's nachts urenlang bij het graf van James doorbracht.

### Nieuwe verwikkelingen rondom Jon Venables
Op 2 maart 2010 werd de inmiddels 27-jarige Venables opgepakt door de politie omdat hij voorwaarden met betrekking tot zijn vrijlating zou hebben geschonden. De politie gaf geen commentaar over de precieze toedracht. Gezien de hoeveelheid tijd en geld die het had gekost om de daders een nieuwe identiteit te geven, ging de moeder van James Bulger ervan uit dat Venables was opgepakt wegens een ernstige overtreding van de vrijlatingsvoorwaarden. Het Britse boulevardblad The Sun beschikte over informatie omtrent de overtreding door Venables en had het over een "afschuwelijk zedendelict". De Britse regering verbood echter om over deze zaak te publiceren. Niettemin maakte The Sun op 8 maart bekend dat Venables was gearresteerd wegens bezit van kinderporno. Bovendien had hij zijn ware identiteit onthuld en men vreesde voor zijn veiligheid wanneer hij op vrije voeten zou worden gelaten. Venables werd veroordeeld tot een gevangenisstraf van 2 jaar.
In juni 2011 kwamen er via Facebook en Twitter recente foto's van Jon Venables online, waarbij een foto is gemaakt op 12 februari 2009 (exact 16 jaar na de moord op James), waarop een feestende Jon Venables te zien is. De foto's werden al snel van de diverse websites verwijderd nadat eigenaren van de websites werden gesommeerd – en in sommige gevallen aangeklaagd en veroordeeld – wegens het schenden van de uitspraak dat er geen recente foto's van zowel Venables als Thompson geopenbaard mochten worden, in verband met hun veiligheid.
Op 4 juli 2013 werd bekendgemaakt dat Jon Venables binnen afzienbare tijd weer op vrije voeten zou komen. In september 2013 werd bekend dat hij inderdaad was vrijgelaten. Ook nu werd er voor Jon Venables een nieuwe identiteit uitgegeven, inmiddels zijn vierde, nadat hij aan vrienden die hij na zijn vrijlating in 2001 had leren kennen zijn ware identiteit had onthuld.
In 2015 ging het gerucht dat Venables in een kroeg tegenover een andere bezoeker James' moeder Denise de schuld had gegeven van het gebeurde, aangezien zij James alleen had gelaten. De aangesprokene verklaarde er na een zoektocht op internet zeker van te zijn dat hij met Venables had gesproken.
Anno 2025 zit Venables nog vast omdat hij nog als een gevaar voor de maatschappij wordt gezien. Vanwege de vele terugvallen.

## Soortgelijke incidenten
De moord op James Bulger baarde veel opzien in binnen- en buitenland, niet alleen vanwege de gewelddadigheid en de leeftijd van James Bulger, maar vooral vanwege de jeugdige leeftijd van de daders. Toch zijn er soortgelijke incidenten bekend:
- In 1903 lazen drie Amerikaanse jongens van respectievelijk 7, 10 en 11 jaar oud over ontgroeningsspraktijken en besloten het zelf uit te proberen op een 9-jarig buurtgenootje. Ze dwongen de jongen roodgloeiende, in het vuur verhitte stenen langdurig vast te houden en liepen of sprongen op zijn lichaam. Uiteindelijk lieten ze de jongen gaan, maar 2 weken later overleed hij aan zijn verwondingen.[27]
- Mary Bell (Verenigd Koninkrijk) doodde in 1968 op 11-jarige leeftijd twee peuters uit haar buurt.
- In 1992 werd de Amerikaanse Shanda Sharer op 12-jarige leeftijd doodgemarteld door vier meisjes van 15 tot 17 omdat ze de vriendin van een van hen zou hebben 'afgepakt'.
- Eric Smith (Verenigde Staten) doodde in 1993 op 13-jarige leeftijd een kleuter van 4 door hem te wurgen en met een zware steen op zijn hoofd te slaan.
- Op 15 oktober 1994 werd de 5-jarige Silje Redergård uit Rosten, Noorwegen door twee jongetjes van respectievelijk 5 en 6 jaar oud in een schijngevecht betrokken dat op gewelddadige wijze uit de hand liep. Ze werd geschopt, met stenen mishandeld, en gedwongen al haar kleren uit te trekken. Vervolgens werd het meisje naakt in de sneeuw achtergelaten en overleed aan onderkoeling. De zaak is vergeleken met de Bulger-zaak maar bleek uiteindelijk anders daar het hier meer een uit de hand gelopen kinderspel dan moord met voorbedachten rade betrof.[28] In België vond in 2002 een soortgelijk incident plaats toen in een creche een groep kleuters ´begrafenisje´ speelde en een van hen levend werd begraven en onder het zand stikte.[29]
- In 2009 werden in het Engelse Edlington twee broers, 9 en 11 jaar oud, beroofd en zwaar mishandeld door twee andere broers, 10 en 12 jaar oud. Ze werden onder andere met een wastafel op het hoofd geslagen, met een scherpe stok gestoken, gedwongen tot seksuele handelingen met elkaar en met brandende sigaretten bewerkt. De slachtoffers overleefden de mishandelingen.[30]
- Op 14 mei 2018 werd de veertienjarige Ana Kriégel naakt en gewurgd in een verlaten boerderij bij Dublin aangetroffen. Onderzoek wees uit dat ze door twee dertienjarige jongens was aangerand, zwaar mishandeld en gewurgd. De identiteit van de jongens is niet onthuld (ze werden in de media Boy A en Boy B genoemd), en de jongens zijn tot respectievelijk levenslang en 15 jaar gevangenisstraf veroordeeld.